# Prosopocera mediomaculata
Prosopocera mediomaculata es una especie de escarabajo longicornio del género Prosopocera, categorizada en la tribu Prosopocerini, de la subfamilia Lamiinae. Fue descrita por Breuning en 1938.

## Descripción
Mide 22,5-25 mm de longitud.

## Distribución
Se distribuye por Camerún, República Democrática del Congo y República del Congo.